# Vanguard rakéta

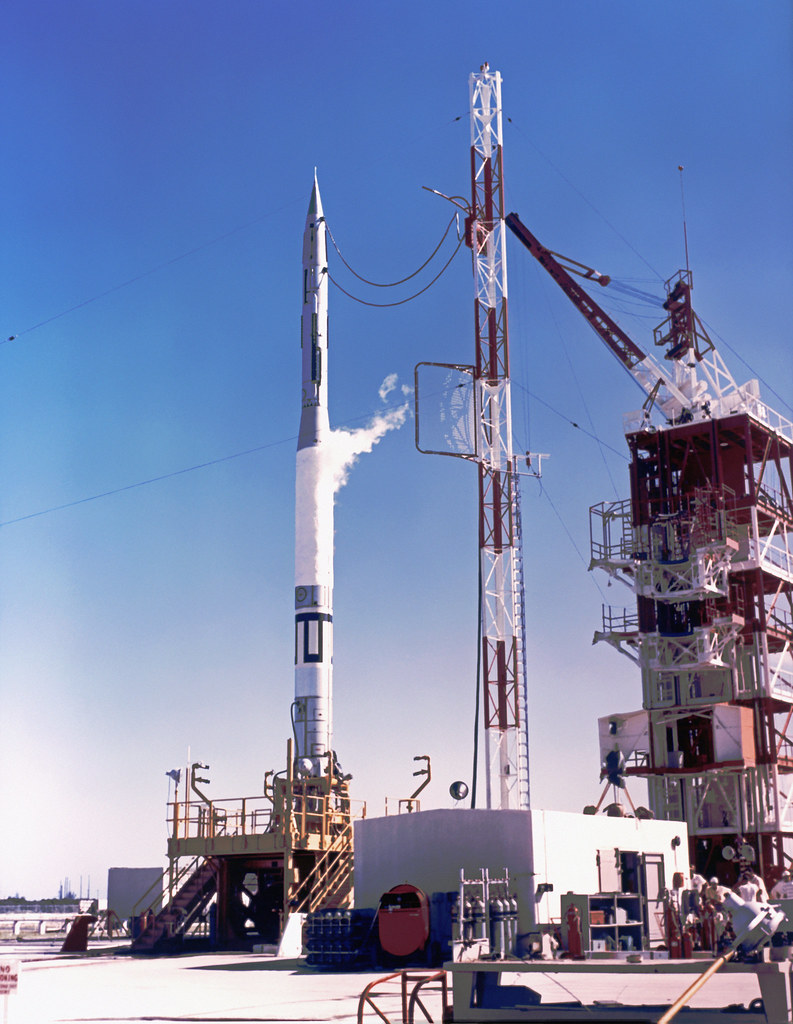
A Vanguard TV-3 felbocsátása

A Vanguard rakéta az Egyesült Államok által létrehozott hordozórakéta volt, amit a világ első űrrakétájának szántak. A Vanguard-program során műholdak pályára állítására szolgált. A Szputnyik–1 sikere, és az az utáni pánikban sietve feljuttatott Explorer–1 pályára állítása megakadályozta a Vanguardot a program fő céljának beteljesítésében. Később a hordozóeszköz sikertelensége miatt a rakéta továbbfejlesztése leállt és három sikeres – és nyolc kudarcot vallott – felbocsátás után magát a programot is leállították.

## A program fő célkitűzései
Ezek a következők voltak:
- 1. Egy műhold Föld körüli pályára állítása a nemzetközi geofizikai év során (1957-58 között)
- 2. A pályára állított eszközzel legalább egy tudományos kísérlet vagy mérés elvégzése
- 3. A műhold nyomonkövetése a Földről, amellyel bizonyítható a teljesítmény

### A hordozóeszközzel kapcsolatos követelmények
A program során fejlesztett rakéta előtt célul tűzték ki, hogy egy kisebb tömegű (maximum 25 kg-os) műholdat Föld körüli pályára állítson. Másodlagos – mérnöki – cél volt a három fokozat, azaz a háromféle szerkezet és a kétféle meghajtási mód összhangjának megteremtése és működőképességének igazolása. Harmadik célként a lehető legmagasabb pont elérését tűzték ki a Föld körüli pályán.

## Története
1955 augusztusában az Egyesült Államokban a Különleges Adottságok Tanácsa nevű kormányszerv által kiírt pályázatra három haderőnem adott be pályázatokat a világűr elérése tárgyában. A Hadsereg – a Wernher von Braun szakmai irányítása alatt álló ABMA ügynöksége révén – a Redstone rakéta módosított változatát, a Juno I-et, a Légierő a még csak terv fázisban levő Atlas rakétát javasolta, míg a Haditengerészet a Viking rakétát ajánlotta. Végül a Haditengerészet javaslatát fogadták el.
A Hidegháborúban a két nagyhatalom a legtöbb csúcstechnikai teljesítményt egyben ideológiai fegyverként használt fel, így a leendő űreszközök is bekerültek ebbe a körbe. Eisenhower elnök a Vanguard-program elindításakor bejelentette, hogy a fejlesztendő rakéta felhasználásával elsőként juttat országa emberkéz alkotta tárgyat az űrbe 1957-58 között, a nemzetközi geofizikai év keretében. A Vanguard-program fejlesztési munkáit a Haditengerészet és a Tengerészgyalogság számára dolgozó NRL (Naval Research Laboratory) kapta meg – elsősorban a szervezet civil volta miatt –, az első űrprogramban ugyanis az USA kerülni kívánta a militarista jelleget.

## Felépítése
A Vanguard rakétát három fokozatúra tervezték. Első fokozatként a Haditengerészet mérési programokban használt rakétáját, az RTV-N-12a Viking-et választották, ennek hajtóművét építették be. (A Viking volt a Wernher von Braun vezette német rakétamérnök-csoport által a V-2 rakétafegyver továbbfejlesztésével épített első rakéta.) A második fokozatba egy szintén folyékony hajtóanyagú hajtóművet, az RTV-N-10 Aerobee motorját építették. A harmadik fokozat szilárd hajtóanyagú volt. A repülésirányító inerciális navigációs rendszert a második fokozatba építették, a harmadik fokozat "buta" volt, pörgésstabilizált módon repült.
- Első fokozat
  - Hajtómű: X-405
  - Hajtóanyag: LOX*/Kerozin
  - Tömeg: 7.661 kg
  - Üres tömeg: 811 kg
  - Tolóerő (vákuumban): 134,7 kN
  - Égésidő: 145 s
  - Hossz: 12,2 m
  - Átmérő: 1,14 m
- Második fokozat
  - Hajtómű: AJ-10-118
  - Hajtóanyag: Ammónia/UDMH*
  - Tömeg: 2.164 kg
  - Üres tömeg: 694 kg
  - Tolóerő (vákuumban): 33,8 kN
  - Égésidő: 115 s
  - Hossz: 5,36 m
  - Átmérő: 0,84 m
- Harmadik fokozat
  - Hajtómű: GCRC
  - Hajtóanyag: szilárd hajtóanyag
  - Tömeg: 210 kg
  - Üres tömeg: 31 kg
  - Tolóerő: (vákuumban): 11,6 kN

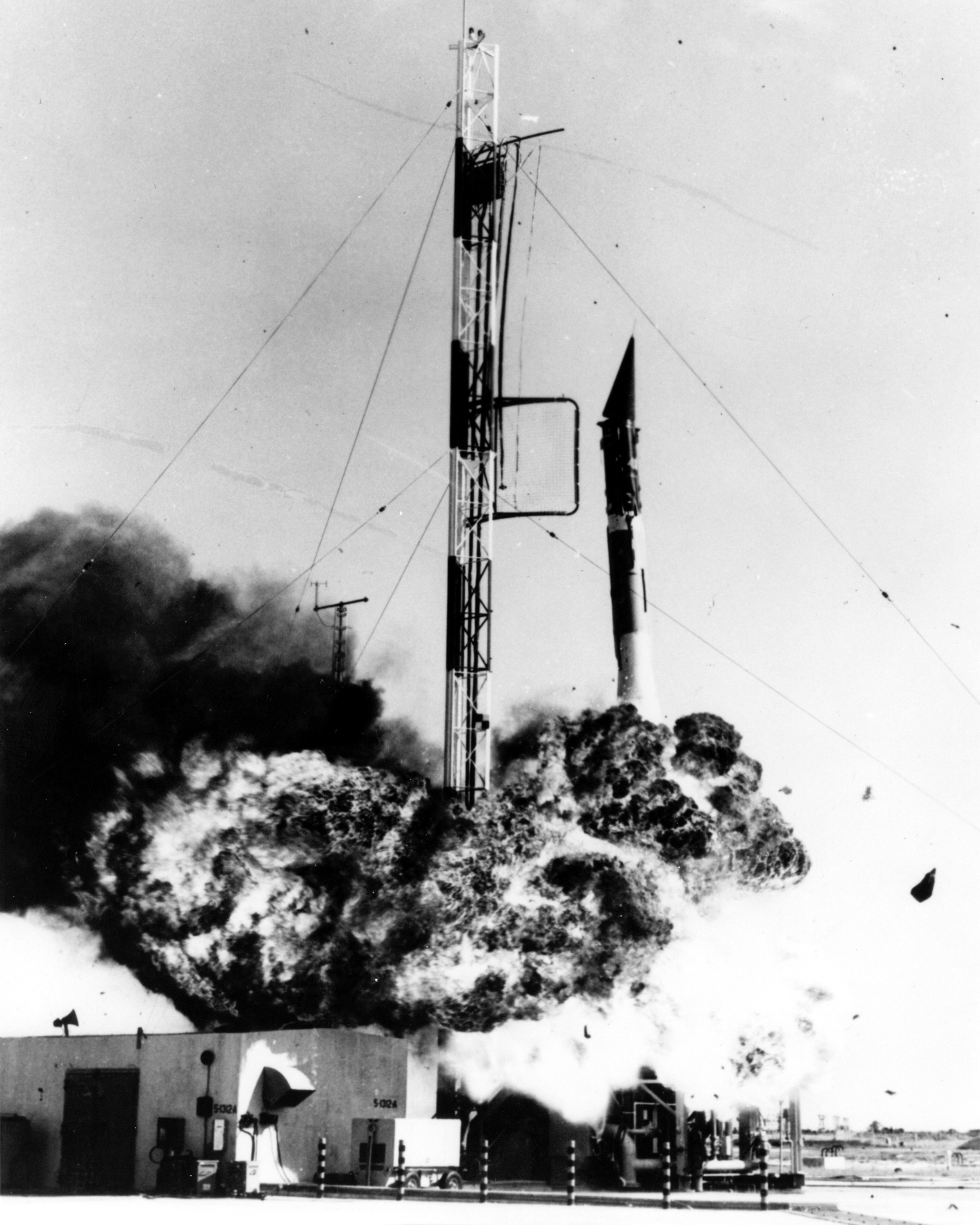
A Vanguard rakéta mindössze másfél méter repülés után felrobban az indítóállásban (1957. december 6., Cape Canaveral).

  - Égésidő: 31 s
  - Hossz: 2,00 m
  - Átmérő: 0,50 m

## Sikerek és kudarcok
A Vanguard a tesztek során először sikeresnek indult, ám amikor az "éles bevetésekre" került sor, kudarcok kísérték. Elsőként a fokozatok egyenkénti tesztelését végezték el, a repüléseket TV (Test Vehicle) kóddal jelezve. TV–0 jelzéssel az első fokozatot (a Vikinget) tesztelték, míg a második és harmadik fokozat helyén csak makettek utaztak. TV–1 jelzéssel a második (az Aerobee) fokozat tesztjét futtatták, míg a TV–2 a szilárd hajtóanyagú harmadik fokozat próbája volt.
Ezt követően, 1957. december 6-án került sor a TV–3-mal a teljesen kiépített rendszer startjára, amelyet egyben a Szputnyik–1 és –2-re adott válaszként, az első hivatalos Vanguard műhold-felbocsátásként is szántak a program felelősei. Az amerikai tévétársaságok élő egyenes adásban közvetítették a nemzeti üggyé előlépett startot és milliók láthatták, amint a rakéta mindössze egy-másfél méternyi repülés után visszazuhan és hatalmas robbanással elpusztul.
A folytatás sem volt sokkal jobb: a TV–3 kísérlet tartalékaként rendelkezésre álló másodpéldány sem jutott az űrbe a második felbocsátási kísérlet során, hanem 57 másodpercnyi repülés után elromlott.
Csak a harmadik kísérletre sikerült Föld körüli pályára állítani egy jelentéktelen kis műholdat, amit ezért Vanguard–1-nek neveztek.
A siker után visszazuhant a csüggesztő kudarcok fázisába a hordozóeszköz karrierje, újabb négy meghibásodás következett. Kétszer a fokozatok szétválasztásakor történt meghibásodás, valamint hajtóműhiba és irányítórendszer-hiba is volt az okok között. Ekkor végre egy újabb sikert könyvelhettek el a Vanguard–2 révén.
A kudarcok ezután sem tágítottak a program és a hordozóeszköz mellől, újabb két sikertelen felbocsátást hajtott végre a Vanguard-csapat.
Végül a Vanguard–3-mal az egész program harmadik sikerét érték el, de ezután le is állították a programot és a Vanguardot nem használták tovább űrprogramokhoz – nyilvánvalóan a sikertelensége okán.

## Felbocsátások Vanguarddal
A Vanguarddal 11 kísérletből mindössze 3 műholdat sikerült Föld körüli pályára állítani:
- Vanguard TV3 – 1957. december 6., – A start során felrobbant, 1,36 kg-os műholdja tönkrement
- Vanguard TV3 Backup – 1958. február 5., – A felbocsátás során meghibásodott, 1,36 kg-os műholdja odaveszett
- Vanguard–1 – 1958. március 17., – Sikeresen pályára állított egy 1,47 kg-os műholdat
- Vanguard TV5 – 1958. április 28., – Felbocsátás közben meghibásodott, 10,0 kg-os műholdja odaveszett
- Vanguard SLV 1 – 1958. május 27., – Felbocsátás közben meghibásodott, 10,0 kg-os műholdja odaveszett
- Vanguard SLV 2 – 1958. június 26., – Felbocsátás közben meghibásodott, 10,0 kg-os műholdja odaveszett
- Vanguard SLV 3 – 1958. szeptember 26., – Felbocsátás közben meghibásodott, 10,0 kg-os műholdja odaveszett
- Vanguard–2 – 1959. február 17., – Sikeresen pályára állított egy 9,8 kg-os műholdat
- Vanguard SLV 5 – 1959. április 13., – Felbocsátás közben meghibásodott, 10,3 kg-os műholdja odaveszett
- Vanguard SLV 6 – 1959. június 22., – Felbocsátás közben meghibásodott, 10,3 kg-os műholdja odaveszett
- Vanguard–3 – 1959. szeptember 18., – Sikeresen pályára állított egy 9,8 kg-os műholdat

## Külső források

### Magyar oldalak
- Múltkor – Űrkutatás: a bölcsőn túli élet

### Külföldi oldalak
- Vanguard – A History (NASA SP-4202, 1970) online könyv, angol Archiválva 2018. október 7-i dátummal a Wayback Machine-ben